# 美利道

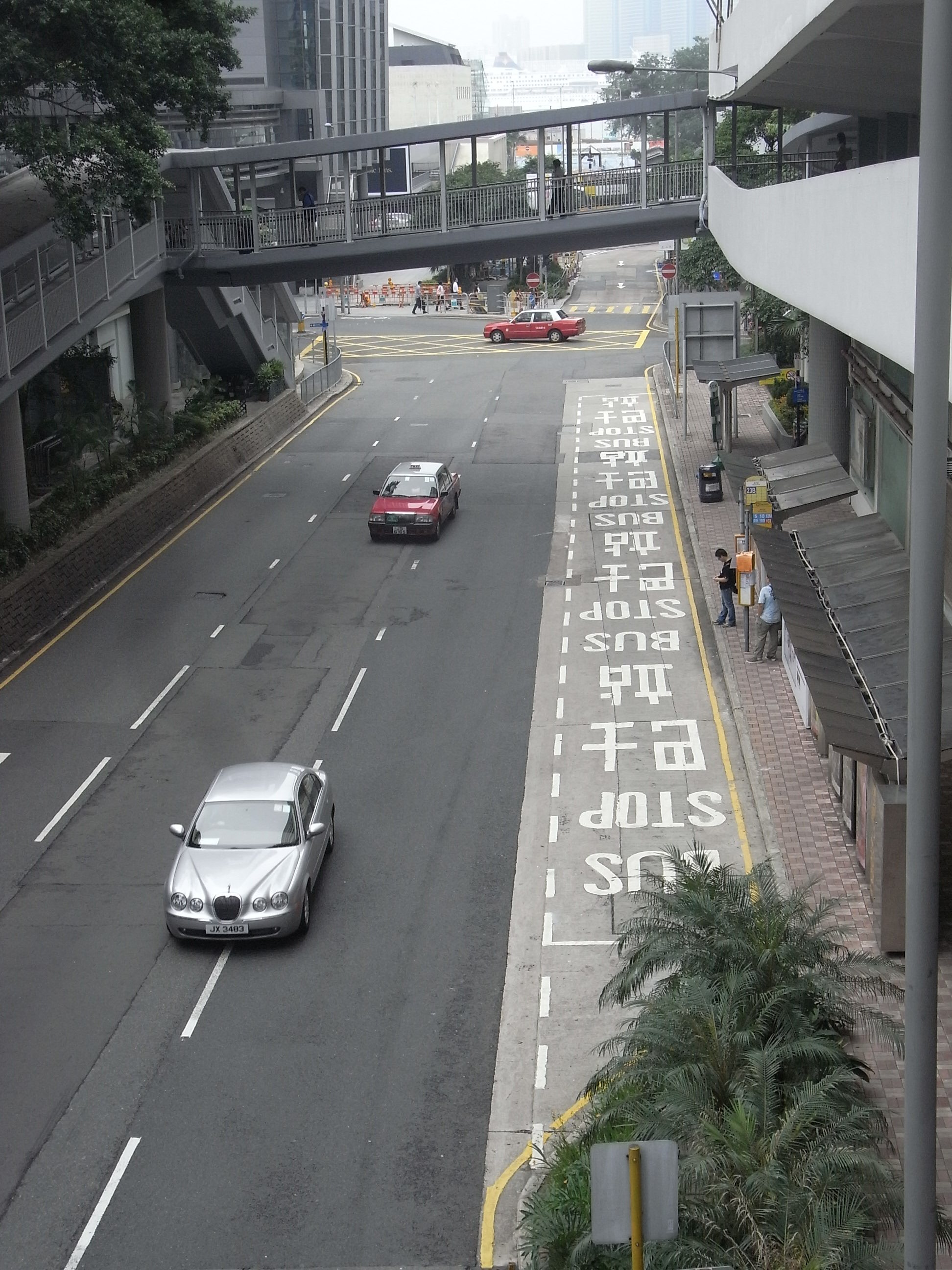
美利道巴士站

美利道（英語：Murray Road）是香港中西區的一條道路，可以作為香港島金鐘和中環的分界。道路北接愛丁堡廣場與干諾道中交界，南接半山區的花園道與金鐘道交界。
美利道在遮打道及友邦金融中心、遮打花園以東，和記大廈以西，鄰近美利道的東邊有美利道停車場大廈，是多層式大廈。

## 圖片

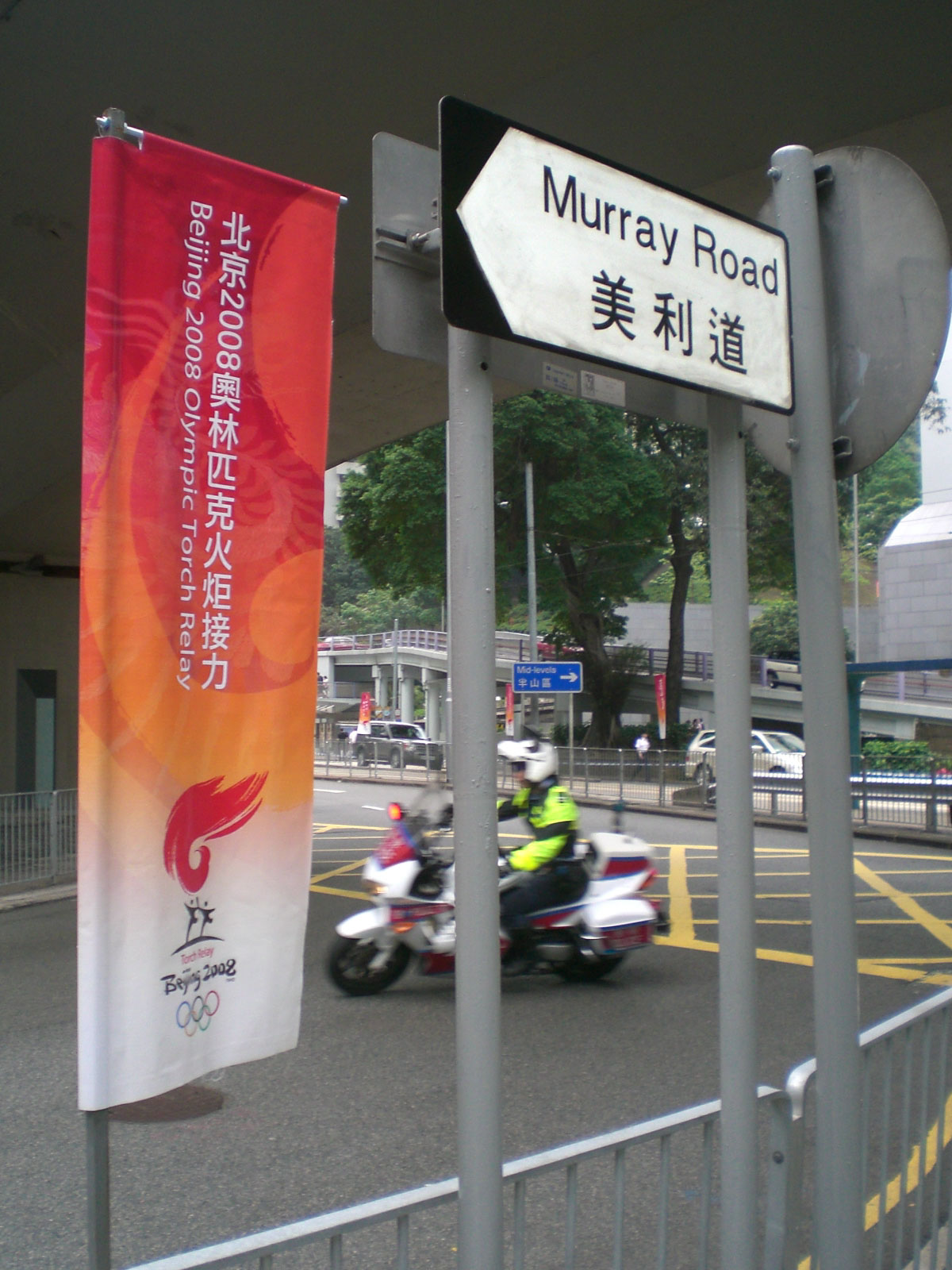
美利道街牌
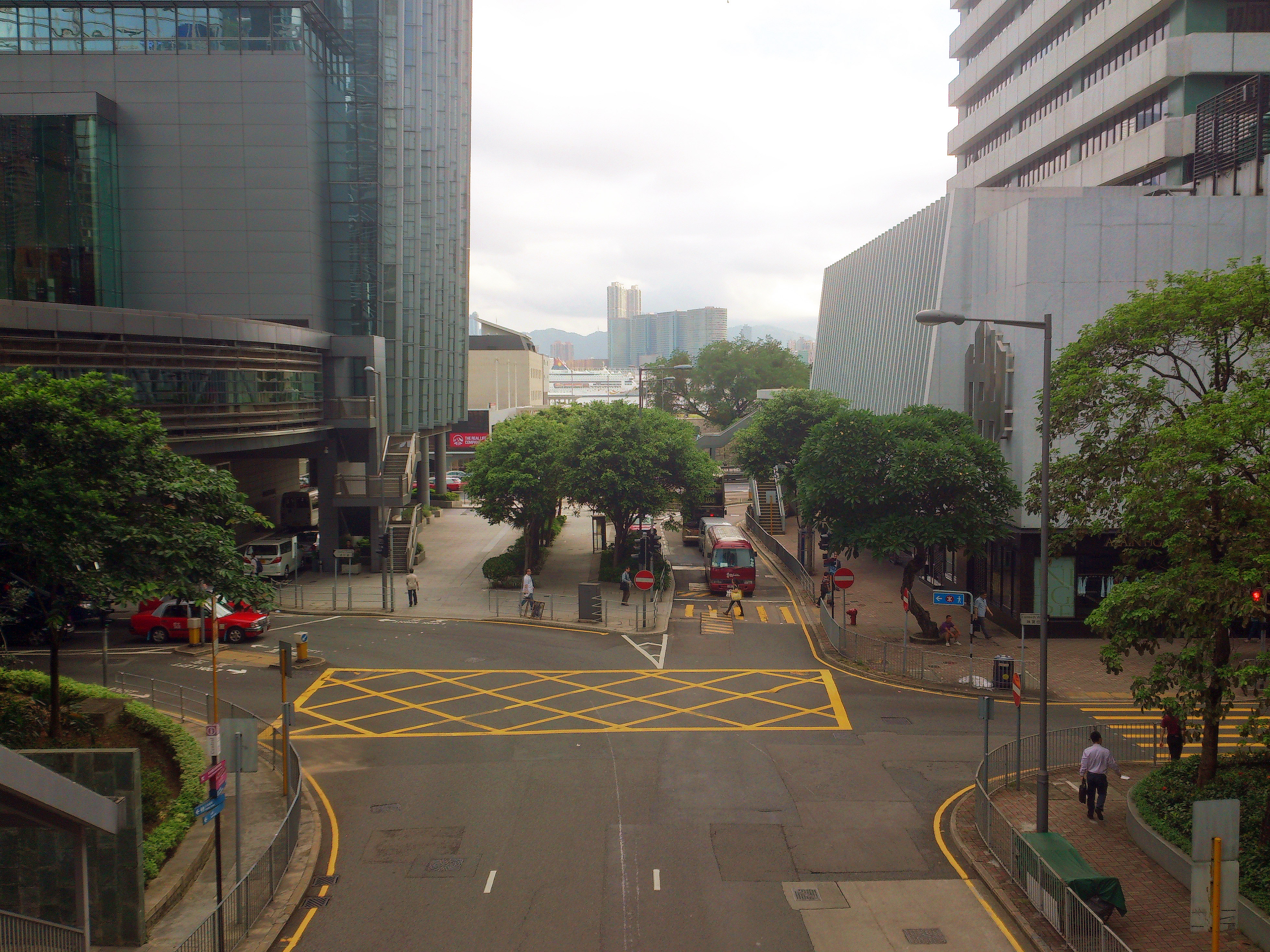
美利道近遮打道
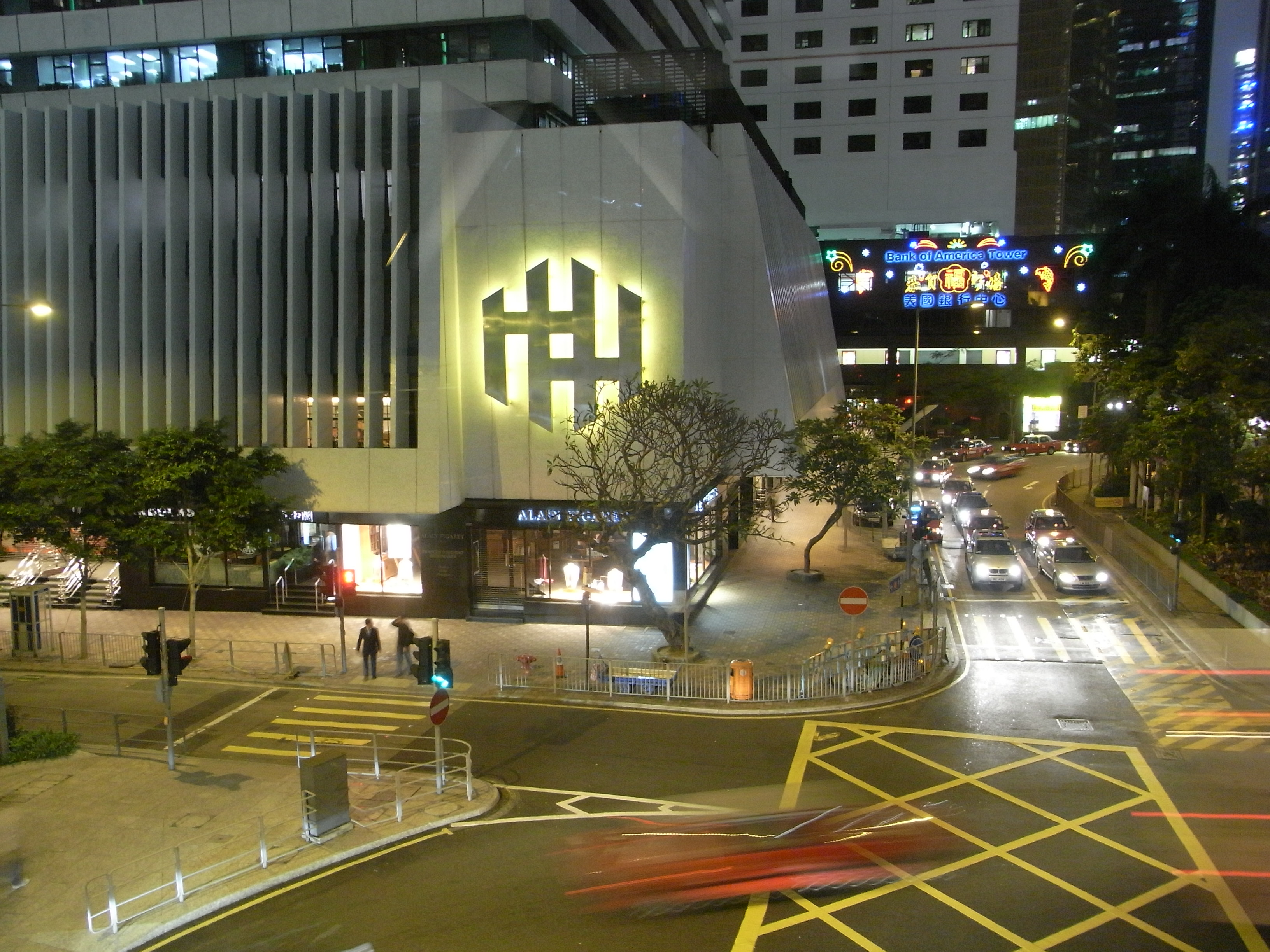
美利道夜景

## 交通
巴士
專線小巴

## 外部参考
- 美利道 - 地圖參考